# The Final Chapter + Hypocrisy
The Final Chapter + Hypocrisy è una compilation del gruppo melodic death metal svedese Hypocrisy, pubblicata il 17 settembre 2007 da Nuclear Blast.
Comprende tutte le tracce degli album in studio The Final Chapter e Hypocrisy.

## Tracce

### Disco 1
1. Inseminated Adoption - 4:34
2. A Coming Race - 5:08
3. Dominion -	3:33
4. Inquire Within - 5:47
5. Last Vanguard - 3:25
6. Request Denied - 4:52
7. Through the Window of Time - 3:30
8. Shamateur - 5:18
9. Adjusting the Sun - 4:43
10. Lies - 4:37
11. Evil Invaders (Razor cover) - 3:49
12. The Final Chapter - 5:21

### Disco 2
1. Fractured Millennium - 5:14
2. Apocalyptic Hybrid - 4:04
3. Fusion Programmed Minds - 4:39
4. Elastic Inverted Visions - 6:16
5. Reversed Reflections - 4:28
6. Until the End - 5:53
7. Paranormal Mysterie - 4:38
8. Time Warp - 3:51
9. Disconnected Magnetic Corridors -	5:24
10. Paled Empty Sphere - 6:15
11. Selfinflicted Overload - 4:38

## Formazione
- Peter Tägtgren - voce, chitarra, tastiere
- Mikael Hedlund - basso
- Lars Szöke - batteria